# Willowdale-Bauxitmine
Die Willowdale-Bauxitmine wurde 1984 in Betrieb genommen und befindet sich östlich von Waroona in Western Australia. Die  jährliche Förderung beträgt 10 Millionen Tonnen Bauxit. Dieses Bergwerk zählte 2010 zu den fünf größten Bauxitbergwerken Australiens.
Mit dem Bauxit-Erz der Huntly- und Willowdale-Bauxitmine werden jährlich 10 Millionen Tonnen Aluminium produziert. Das sind 45 Prozent der australischen Aluminiumproduktion und 11 Prozent weltweit.
Nach Angaben des Betreibers Alcoa of Australia werden dort 600 Hektar Fläche je Jahr rekultiviert. In den Bauxit-Bergwerken in Western Australia beschäftigt Alcoa 850 Personen.